# نویانا ولادینووا
نویانا ولادینووا (بلغاری: Невяна Станимирова Владинова؛ زادهٔ ۲۳ فوریهٔ ۱۹۹۴) ژیمناست ریتمیک اهل بلغارستان است.